# Municipio de San Gabriel Mixtepec
El municipio de San Gabriel Mixtepec (del náhuatl: mixtli, tepetl, c ‘nube, cerro, en’‘En el cerro de los nubes’) es uno de los 570 municipios que conforman al estado mexicano de Oaxaca. Pertenece al distrito de Juquila, dentro de la región costa. Su cabecera es la localidad de San Gabriel Mixtepec.

## Geografía
El municipio abarca 223.42 km² y se encuentra a una altitud promedio de 720 m s. n. m., oscilando entre 1300 y 100 m s. n. m.

## Demografía
De acuerdo al último censo, realizado por el INEGI en 2010, en el municipio habitan 4733 personas, repartidas entre 30 localidades.